# Nadal Feliu
Nadal Feliu (Alcúdia, 1623 - Palma, 1681). Fou un prevere i escriptor mallorquí.
En 1638 ingressà al convent de Sant Francesc de la capital balear. Erudit i devot teòleg, afeccionat a la poesia i a la música. Morí al convent de Sant Francesc de Palma el 1681.

## Obres
- Memoriale Provinciale Majoricarum
- Examen Calificatorum